# 海克·纳格尔
海克·纳格尔（德語：Heike Nagel，1946年1月16日—），德国女子游泳运动员。她曾代表德国联队、西德参加1964年、1968年和1972年夏季奥林匹克运动会游泳比赛，其中1968年奥运会获得一枚铜牌。